# Józef Stawicki
Józef Stawicki (ur. 16 marca 1951 we Włocławku) – polski profesor nauk ekonomicznych. Specjalizuje się w analizie szeregów czasowych, metodach filtracji czasowych, ekonometrii i statystyce.

## Życiorys
W 1969 ukończył Liceum im. Ziemi Kujawskiej we Włocławku. Następnie podjął studia matematyczne na Uniwersytecie Mikołaja Kopernika w Toruniu, które ukończył w roku 1973. Dziewięć lat później obronił doktorat zatytułowany Wykorzystanie łańcuchów Markowa do analizy zmian zasobów dóbr trwałego użytku w gospodarstwach domowych, na Akademii Ekonomicznej w Katowicach. Habilitację uzyskał za rozprawę pt. Metody filtracji w modelowaniu procesów ekonomicznych w roku 1993. W 2004 roku otrzymał tytuł profesora.
Odbywał staże naukowe TEMPUS na Uniwersytetach w Angers (1992) i Tuluzie (1994). Jest członkiem Polskiego Towarzystwa Statystycznego oraz Komitetu Statystyki i Ekonometrii PAN. Był dziekanem Wydziału Nauk Ekonomicznych i Zarządzania UMK.

## Odznaczenia
- Nagroda Ministerstwa Nauki, Szkolnictwa Wyższego i Techniki (1980)
- Złoty Krzyż Zasługi (2004)